# بطيط
بطيط هي قرية مغربية وسط البلاد، وتقع جنوب مكناس، تنتمي لإقليم الحاجب، وتضم 10.552 نسمة (حسب الإحصاء الرسمي 2004).و ارتفع عدد عدد سكان جماعة بطيط إلى   14.316 نسمة   حسب الإحصاء 2014

## الموقع:
تقع بطيط أيت ولال في إقليم الحاجب، و يحدها  غربا مدينة فاس   ،   و تتجاور مع جماعة أخرى هي جماعة لقصير  شمالا  ، و تعتبر أيت ولال بطيط من بين الجماعات  القروية  في المغرب التي تتمتع بمقومات طبيعية غنية ، كما تتميز بتواجد مجموعة من الينابيع المائية  من أهمها :  عين مائية تسمى  "عين السبع" و تعد من بين  أفضل ينابيع المياه المعدنية الطبيعية في المغرب. كما تضم عين تسمى " عين بطيط "، و تعد من العيون المائية الطبيعية المهمة في جهة فاس مكناس  ، وتوفر حاجيات مياه الري لمساحات ساشعة للضيعات الفلاحية والحقول المزارع بكل من جماعتي أيت ولال بطيط بإقليم الحاجب التي تنبع منها المياه وعين الشكاك بإقليم صفرو
أحدثت جماعة أيت ولال بطيط   كجماعة قروية  في عام 1992

## الاقتصاد

### الفلاحة
يمتهن اغلب سكان الجماعة الفلاحة  بالنظر الى  توفر  ايت ولال بطيط  على مساحة تزيد عن 2269 هكتارًا من الأراضي الخصبة التي لم تُستغل بعد، وتتبع هذه الأراضي للجمعية السلالية بالقرية

### السياحة
يمكن للمنطقة ان تطور سياحة بيئية و ترفيهية بفضل المواقع الطبيعية الجبلية و المائية المهمة التي تتوفر بها ، و قد شرع بذلك و لكن بشكل محتشم

### الموارد الطبيعية
تحتضن القرية ثمانية مقالع مهمة لاستخراج الحصى والرمل من جبالها

## التعليم

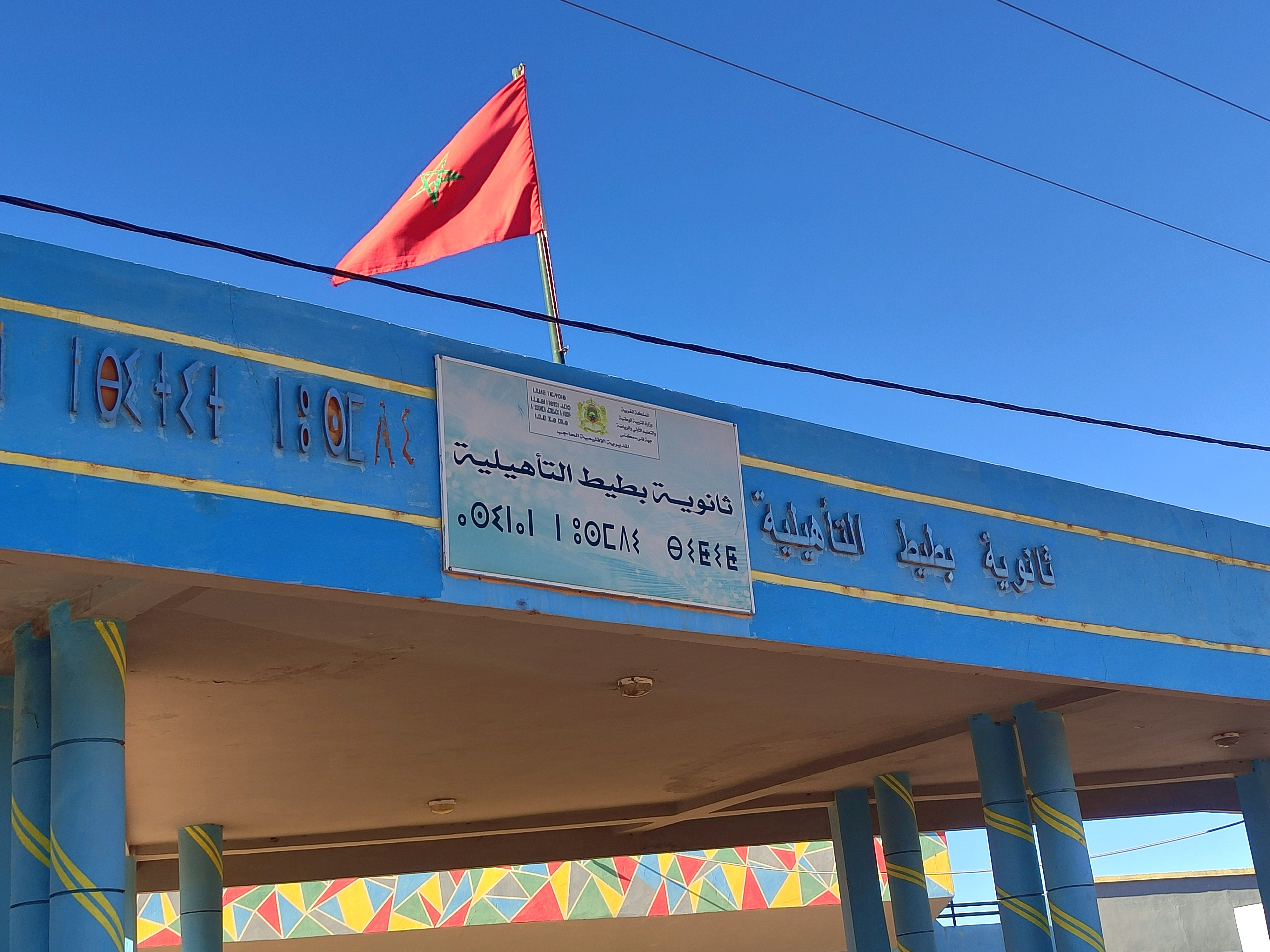
ثانوية بطيط التاهيلية

### المؤسسات التعليمية بجماعة ايت ولال بطيط
مجموعة مدارس أيت علي بوبكر
مجموعة مدارس أيت إبراهيم
مجموعة مدارس أيت ولال بطيط
ثانوية  عمر بن الخطاب الإعدادية 

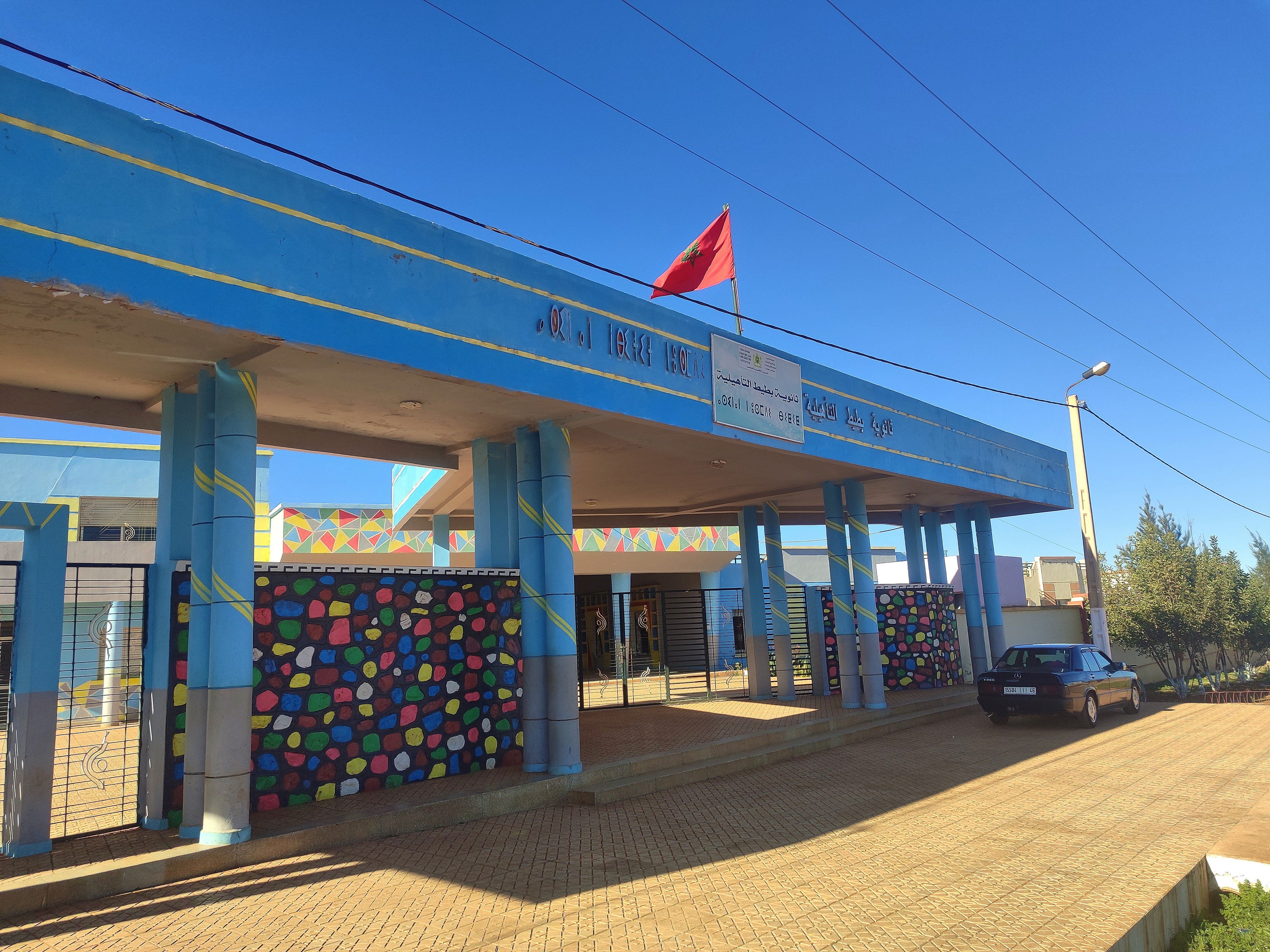

ثانوية بطيط التأهيلية  تم تأسيسها سنة 2012